# Бокатола-Лоссомбо, Ришар
Ришар Бокатола-Лоссомбо (фр. Richard Bokatola-Lossombo; 11 апреля 1979 года, Браззавиль) — конголезский футболист, полузащитник. Выступал за сборную Конго.

## Клубная карьера
Ришар Бокатола-Лоссомбо начинал карьеру футболиста в конголезском клубе «Интерклуб Браззавиль» из своего родного города. В 1998 году он перебрался в Германию, где выступал за резервную команду «Карлсруэ», игравшую в Региональной лиге Германии (бывшей в то время третьей по силе в иерархии лиг). В 2000 году Бокатола-Лоссомбо стал игроком клуба той же лиги «Мангейм».
В 2002 году Бокатола-Лоссомбо перебрался в Албанию, где выступал за различные команды вплоть до фактического завершения карьеры футболиста в 2010 году. В 2003 году он будучи игроком «Влазнии», будучи за рулём автомобиля, сбил насмерть двух человек, ожидавших на обочине автобус. Суд приговорил его к 5-летнему тюремному заключению, но вскоре футболист был выпущен и продолжил свою спортивную карьеру.

## Карьера в сборной
Ришар Бокатола-Лоссомбо провёл за сборную Конго 9 матчей. 20 июня 1999 года он забил свой первый и единственный гол за национальную команду, открыв счёт в домашнем поединке против сборной Намибии, проходившем в рамках отборочного турнира Кубка африканских наций 2000 года. Благодаря итоговой победе в этой игре, конголезцы вышли в финальный этап этого турнира. Бокатола-Лоссомбо играл во всех трёх матчах Конго на континентальном первенстве 2000 года.